# Guardbridge
Guardbridge ist eine Ortschaft im Nordosten der schottischen Council Area Fife. Sie liegt an der Mündung des Flusses Eden in die Nordsee, etwa fünf Kilometer nordwestlich von St Andrews und 15 Kilometer südsüdöstlich von Dundee. Im Jahre 2011 zählte Guardbridge 616 Einwohner.

## Geschichte
Im 15. Jahrhundert ließ der Bischof von St Andrews mit der heutigen Old Guard Bridge eine Brücke über den Eden errichten, an deren Standort sich Guardbridge entwickelte. Angeblich sammelten sich dort die Pilger im Mittelalter vor dem letzten Wegstück nach St Andrews. Bei Guardbridge quert heute die A91 den Eden. Zuvor mündet die aus St Michaels kommende A919 ein, welche die Hauptverkehrsstraße von Guardbridge darstellt.
Ab 1810 war Guardbridge Standort einer überregional bedeutenden Whiskybrennerei namens Seggie. Diese wurde jedoch im Jahre 1860 wieder geschlossen. Das Gebäude wurde zu einer Papiermühle konvertiert, die 1873 den Betrieb aufnahm.
Im Jahr 2006 ging das Unternehmen in Konkurs und wurde 2008 durch die Universität von St. Andrews erworben. 2012 gründete Paul Miller die Eden Brewery St. Andrews, die sich auf Craft Biere spezialisierte. Zwei Jahre später wurde die Produktpalette um Gin und Whisky erweitert und das Unternehmen in Eden Mill umbenannt.